# Ikrjanoe
Ikrjanoe (in russo Икряное?) è un villaggio della Russia europea meridionale, situato nella oblast' di Astrachan'; è il centro amministrativo del distretto Ikrjaninskij.
Si trova nel delta del Volga sulle rive del ramo principale del fiume, il Bachtemir, 40 km a sud-ovest di Astrachan'.